# Vespasien Gonzague
Pour les articles homonymes, voir Vespasien (homonymie).

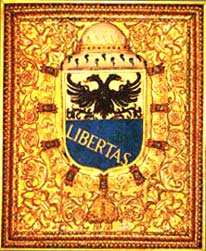
Armes ducales.

Vespasien Gonzague Colonna, né à Fondi le 6 décembre 1531, mort à Sabbioneta le 26 février 1591 est un condottiere italien.

## Filiation
Il était le fils de Louis Gonzague Rodomonte (en) et d'Isabella Colonna.

## Carrière

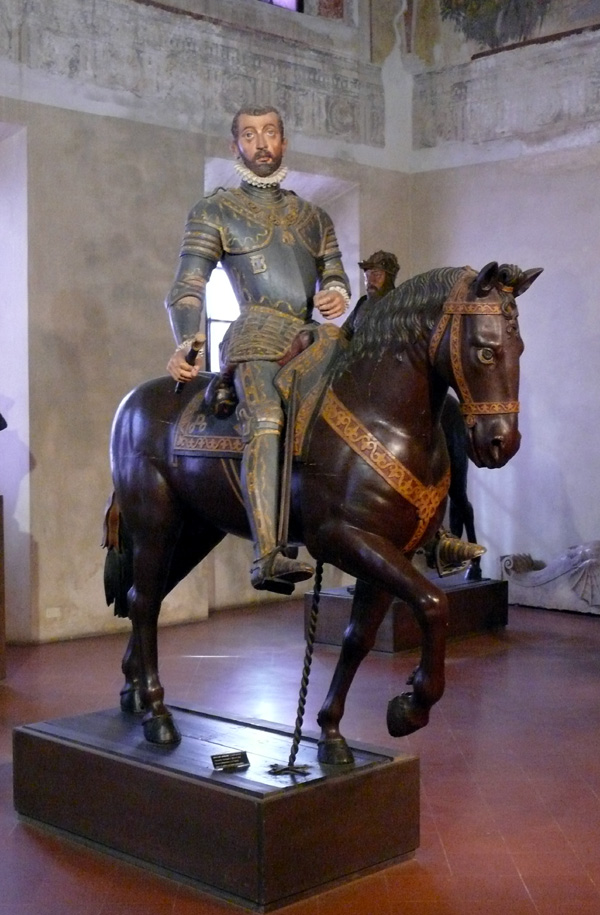
Vespasien Gonzague-Colonna statue équestre au palais ducal de Sabbioneta

Vespasien crée la ville de Sabbioneta entre 1556 et 1591 dans le plus pur style Renaissance. Chef habile et fin politicien, il obtient de Rodolphe II du Saint-Empire l'autonomie et l'élévation de Sabbioneta en duché (1577). Il est un intime de la cour espagnole où son oncle Philippe II d'Espagne l’a envoyé parfaire son éducation. Il devient Grand d'Espagne, chevalier de l'ordre de la Toison d'or en 1585, vice-roi de Navarre de 1572 à 1575 puis de Valence de 1575 à 1578. 
En 1548, à son arrivée en Espagne, il est l'un des pages de l'infante.
En 1578, pour mettre un terme à des migraines insoutenables, Vespasien se soumet à une craniotomie, exécutée avec succès par son barbier chirurgien Antonio Amici. Quelques années plus tard, il se refait soigner par Gabriele Beato. En 1581, il épouse en troisièmes noces Margherita Gonzaga (1562-1618), qui fait son entrée solennelle à Sabbioneta le 6 mai 1582 ; mais sa santé se dégrade inéluctablement : il rédige son testament peu avant sa mort, survenue le 26 février 1591 : il lègue tous ses biens à sa seule fille survivante, Isabelle de Gonzague (1565-1637), épouse de Luigi Carafa della Stadera (1591-1637), de la lignée des princes de Stigliano. À leur mort, en 1638, la forteresse de Sabbioneta passe à leur nièce, Anna Carafa, puis au fils de celle-ci, Nicolas de Guzman.
Le duc est inhumé en l'église de la Bienheureuse Vierge Couronnée de Sabbioneta : son tombeau de marbre polychrome, surmonté d'une statue en bronze du prince, est un chef-d'œuvre du sculpteur Giambattista della Porta.

## Alliances
Il fut marié trois fois :

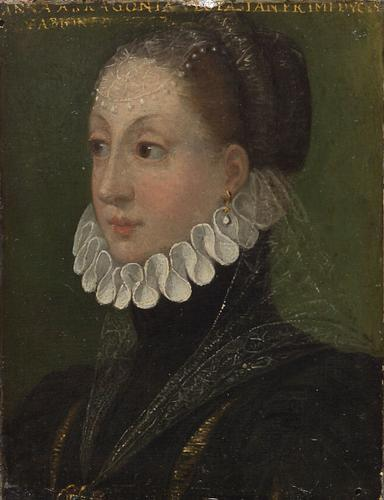
Anne d'Aragon, la seconde épouse de Vespasien.

- avec Diane Folch de Cardona (1531-1559), comtesse de Klausen et marquise de Juliana, fille du  vice-roi de Sicile Antoine de Cardonna et de Beatrice de Luna;
- avec Anne d'Aragon, fille d'Alfonse d'Aragon duc de Segorbe; ils eurent Julia 1565-1565, Isabelle héritière de Vespasien et Louis 1565-1568;
- avec Margueritte Gonzague 1562-1628, fille de César Gonzague comte de Guastalla.